# Ronald Scobie
Ronald MacKenzie Scobie (8 juni 1893 - 23 februari 1969) was een Britse legerofficier die diende tijdens de Tweede Wereldoorlog.

## Biografie
Scobie studeerde aan Cheltenham College en aan de Royal Military Academy, Woolwich en hij speelde voor Schotland rugby. Hij werd in 1914 toegevoegd aan de Royal Engineers en vocht mee in de Eerste Wereldoorlog.
Van 1938 tot 1939 was Scobie assistant adjutant-general bij de War Office. In 1939 was Scobie een brigadier en plaatsvervangend directeur van Mobilisatie aan de War Office. Op 9 mei 1940 werd hij benoemd tot plaatsvervangend adjutant-general bij het GHQ Middle East  wat hij bleef tot augustus 1940 toen hij benoemd werd tot brigadier-generaal in de staf van het hoofdkwartier van de Britse troepen in Soedan. Op 17 oktober 1941 werd hij benoemd tot General Officer Commanding van de 70e Infanteriedivisie die de Australische 9e Divisie in Tobroek moest vervangen. Scobie voerde van 22 oktober tot 13 december 1941 het bevel voor de vesting Tobroek. Als onderdeel van Operatie Crusader leidde hij een succesvolle uitbraak van de 70e Infanteriedivisie in Tobroek.
In februari 1942 werd Scobie plaatsvervangend adjudantgeneraal bij het GHQ Middle East. Van augustus 1942 tot maart 1943 was hij General Officer Commanding van de HQ Malta Command.
Op 22 maart 1943 werd Scobie bevorderd tot luitenant-generaal en werd benoemd tot hoofd van de generale staf van de GHQ Middle East. Op 11 december 1943 kreeg hij het bevel over het 3e Legerkorps en kreeg in 1944 het bevel om de Duitsers uit Griekenland te verdrijven. Hij raakte echter betrokken bij de Griekse Burgeroorlog. Scobie bleef tot na de Tweede Wereldoorlog het bevel voeren over de Britse troepen in Griekenland en ging daarna met pensioen.

## Militaire loopbaan
- Second Lieutenant: 25 februari 1914[1]
- Lieutenant: 9 juni 1915[1]
- Waarnemend Captain: 22 april 1917 - 17 juni 1917[1]
- Captain: 3 november 1917[1]
- Titulair Major: 3 juni 1919[1]
- Major: 1 januari 1929[1]
- Lokaal Lieutenant-Colonel: 30 december 1932 - 22 januari 1935[1]
- Titulair Lieutenant-Colonel: 1 januari 1934[1]
- Lieutenant-Colonel: 7 januari 1937[1]
- Colonel: 18 januari 1938[1]
  - Anciënniteit: 1 januari 1937[1]
- Waarnemend Brigadier: 1 september 1939 - 29 februari 1940[1]
- Tijdelijk Brigadier: 1 maart 1940 - 8 augustus 1940[1]
- Lokaal Brigadier: 18 augustus 1940 - 16 oktober 1941[1]
- Waarnemend Major-General: 17 oktober 1941 - 9 april 1942[1]
- Major-General: 10 april 1942[1]
  - Anciënniteit: 8 november 1941 (uitdiensttreding 18 juni 1947)[1]
- Waarnemend Lieutenant-General: 22 maart 1943 - 21 maart 1944[1]
- Tijdelijk Lieutenant-General: 22 maart 1944 - (april 1946)[1]
- Ererang Lieutenant-General: 18 juni 1947[1]

## Decoraties
- Ridder Commandeur in de Orde van het Britse Rijk op 26 april 1945[1]
- Lid in de Orde van het Bad op 9 september 1942[1][2]
- Military Cross op 5 juni 1916[3]
- Commandeur in de Leopoldsorde met Palm op 17 september 1948[4]
- Croix de Guerre 1940 met Palm op 17 september 1948[4]
- Oorlogskruis (Tsjecho-Slowakije) 1939-1945 op 23 juli 1943[1][5]
- General Service Medal (1918)[1]
  - Gesp Palestine 1936-39[1]
- 1914-15 Ster[1]
  - Gesp[1]
- Overwinningsmedaille (Verenigd Koninkrijk)[1]
- Medaille van het Britse Rijk[1]
- Commandeur in de Orde van Sint-Jan, 3e Graad op 23 december 1946[6]
- Hij werd meerdere malen genoemd in de Dagorders. Dat gebeurde op:
  - 20 december 1918
  - 5 juli 1919
  - 1 april 1941
  - 6 april 1944